# Tarqeq
Tarqeq (/ˈtɑːrkɛk/ TAR-kekTAR-kek), cũng được biết tới là Saturn LII (ký hiệu tạm thời là S/2007 S 1) là một vệ tinh tự nhiên của Sao Thổ. Việc phát hiện ra nó được công bố bởi Scott S. Sheppard, David C. Jewitt, Jan Kleyna, và Brian G. Marsden vào ngày 13 tháng 4 năm 2007 từ những quan sát diễn ra từ ngày 5 tháng 1 năm 2006 đến ngày 22 tháng 3 năm 2007. Nó được đặt tên theo Tarqeq, thần mặt trăng của người Inuit, và là một thành viên của nhóm Inuit gồm các vệ tinh dị hình. Nó có đường kính vào khoảng 7 kilomet. Tàu vũ trụ  Cassini quan sát Tarqeq trong một ngày rưỡi vào ngày 15–16 tháng 1 năm 2014.
Quỹ đạo của vệ tinh Tarqeq có độ nghiêng 49.90° (so với hoàng đạo; 49.77° so với xích đạo của Sao Thổ), với một độ lệch tâm 0.1081 và một bán trục lớn 17.9106 Gm. Tarqeq chuyển động nghịch hành với một chu kỳ 894.86 ngày.